# Tập đoàn quân 7 (Liên Xô)

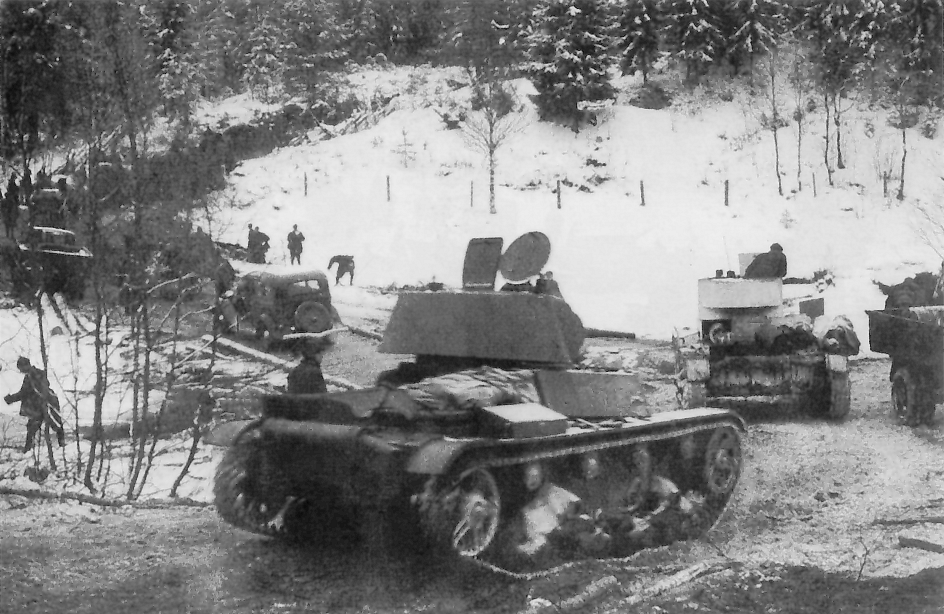
Xe tăng hạng nhẹ T-26 của Tập đoàn quân 7 trong cuộc tiến công vào Phần Lan, ngày 2 tháng 12 năm 1939.

Tập đoàn quân 7 (tiếng Nga: 7-я армия) là một đơn vị quân sự chiến lược cấp tập đoàn quân của Hồng quân Liên Xô, hoạt động trong thời gian Chiến tranh thế giới thứ hai với vai trò chủ yếu là chống lại quân đội Phần Lan. Đơn vị này bị giải tán vào năm 1944.

## Lịch sử
Tập đoàn quân tham chiến lần đầu tiên trong Chiến tranh Mùa đông 1939–40 chống lại quân đội Phần Lan. Vào tháng 11 năm 1939, ngay trước cuộc tấn công đầu tiên của Liên Xô, Tập đoàn quân bao gồm Quân đoàn súng trường 19 (Bao gồm các Sư đoàn súng trường 24, 43, 70, 123), Quân đoàn súng trường 50 (Bao gồm các Sư đoàn súng trường 49, 90, 142), Quân đoàn xe tăng 10, Sư đoàn súng trường 138 và một lữ đoàn xe tăng độc lập.
Tư lệnh đầu tiên của Tập đoàn quân là Tướng Vsevolod Yakovlev, nhưng sau đó ông bị cách chức chỉ huy và phải trở về Leningrad. Chỉ huy chiến dịch Tướng Kirill Meretskov, sau bị đình chỉ do nhiều thất bại và gây thương vong nặng nề, được bổ nhiệm thay thế Yakovlev làm tư lệnh Tập đoàn quân 7.
Tập đoàn quân 7 được cải tổ vào mùa Thu (nửa cuối năm 1940) tại Quân khu Leningrad. Trước khi Chiến dịch Barbarossa của Đức bắt đầu, Tập đoàn quân đóng quân dàn trải tại phía bắc Hồ Ladoga để bảo vệ khu vực biên giới Liên Xô. Kể từ ngày 24 tháng 6 năm 1941, Tập đoàn quân bao gồm các Sư đoàn súng trường 54, 71, 168 và 237, Khu vực Phòng thủ kiên cố số 26, Sư đoàn Không quân hỗn hợp 55, và một số đơn vị pháo binh và công binh. Tập đoàn quân trở thành một phần của Phương diện quân Bắc, sau đó là Phương diện quân Karelian. Đơn vị tiến hành các hoạt động phòng thủ ở Karelia, tuy nhiên đã để mất Ladoga Karelia vào tay quân Phần Lan trong các tháng 7- 8 năm 1941. Vào ngày 25 tháng 9 năm 1941, Tập đoàn quân 7 được đổi tên thành Tập đoàn quân biệt động số 7, trực thuộc Stavka cho đến tháng 2 năm 1944. Vào giữa tháng 10 năm 1941 - Tháng 6 năm 1944, Tập đoàn quân bảo vệ phòng tuyến sông Svir giữa Hồ Onega và Ladoga.
Từ tháng 6 đến tháng 8 năm 1944, Tập đoàn quân bao gồm các Quân đoàn súng trường 37, 4, 94, 99, các Khu vực Phòng thủ kiên cố số 150,162, cùng một số đơn vị pháo binh, xe tăng, công binh và các đơn vị khác. Lúc này đơn vị trực thuộc Phương diện quân Karelian, đã tham gia Chiến dịch Svir – Petrozavodsk. Tập đoàn quân bị giải tán vào đầu tháng 1 năm 1945. Trên cơ sở trụ sở của nó, Tập đoàn quân Cận vệ 9 của Lực lượng Lính Dù được thành lập vào ngày 18 tháng 12 năm 1944.

## Danh sách chỉ huy
Quân đội do các sĩ quan sau chỉ huy.
- Komandarm bậc nhì Vsevolod Yakovlev (tháng 9 - tháng 12 năm 1939)
- Komandarm bậc nhì Kirill Meretskov (tháng 12 năm 1939 - tháng 6 năm 1941)
- Trung tướng Filipp Danilovich Gorelenko  (tháng 6 - tháng 9 năm 1941 và tháng 11 năm 1941 - tháng 6 năm 1942);
- Tướng Lục quân Kirill Meretskov (tháng 9 - tháng 11 năm 1941)
- Trung tướng Sergey Trofimenko (tháng 7 năm 1942 - tháng 1 năm 1943)
- Thiếu tướng Alexey Krutikov (tháng 1 năm 1943 - tháng 8 năm 1944), (Thăng trung tướng tháng 4 năm 1943);
- Trung tướng Vladimir Gluzdovsky (tháng 8 - tháng 11 năm 1944)